# إلياس أنيس خوري
إلياس أنيس خوري (1948-2009) هو كاتب فلسطيني، ولد في عكا، تلقى تعليمه الثانوي في مدارس دمشق، وواصل تعليمه الجامعي في جامعة دمشق وحصل منها على إجازة في اللغة الفرنسية في عام 1973، وقد عمل في صحيفة البعث السورية منذ عام 1968، حيث كان محررًا ومن بعدها عمل في قسم التحقيقات في السبعينات، ومن ثم انتقل إلى قسم الأخبار وتخصص فيه وتدرج إلى أن وصل إلى مرتبة رئيس قسم الأخبار وبقي في منصبه على رأس عمله حتى وفاته، عمل مديرًا لتحرير مجلة الحوار ومديرًا لتحرير مجلة «الطلائع الفلسطينية»، كان عضوًا في اتحاد الكتاب العرب - سوريا، وعضوًا في اتحاد الصحفيين في سوريا، وعضوًا في اتحاد الكتاب والصحفيين الفلسطينيين، توفي في نوفمبر عام 2009.

## مؤلفات
صدرت له عدة أعمال أدبية منها:
- «عكا والرحيل»، رواية، منشورات اتحاد الكتاب العرب، 1988.[5]
- «اللعبة القصصية»، مجموعة قصصية، 1990.
- «طقوس المنفى»، رواية، منشورات اتحاد الكتاب العرب، 1992.[6]
- «حصاد العاصفة»، رواية، منشورات اتحاد الكتاب العرب، 1998.[7][8]